# 大石吾朗
大石 吾朗（おおいし ごろう、本名：輿石 秀之、1946年〈昭和21年〉11月20日 - ）は、日本の俳優、タレント、司会者・MC、CS日本番組審議会。委員所属事務所はホリプロ。神奈川県横浜市出身。聖ミカエル学院卒業。

## 来歴・人物
グループ・サウンズ「寺内タケシとバニーズ」のセカンドギタリストを経て、「ジ・エドワーズ」のヴォーカリストとなる。この当時は本名で活動していた。
ニッポン放送と日本テレビの番組『コッキーポップ』では、今も語り継がれる伝説のパーソナリティだった。
特に『クイズバトンタッチ』での巧みな話術と臨機応変でスピード感が溢れる進行は有名。
エフエム東京 (TOKYO FM) では永く、モータースポーツ番組『ADVAN サウンドコックピット』のパーソナリティを務めた。
2004年10月4日 - 2005年10月には、静岡放送 (SBS) の『とく報!4時ら』で月曜 - 木曜のメインキャスターを務めた。
俳優としては大映テレビ制作のドラマに出演している。
音楽方面では、「ザ・ワイルドワンズ」の島英二と結成した「SOSバンド」で活動。近年は、かつて所属していた「寺内タケシとバニーズ」に再参加し、ギタリストとしてステージに登場する機会もある。
安岡力也と仲が良かった。

## 出演
※「 - 」は役名

### テレビドラマ
- オレンジの季節（1971年、フジテレビ） - 富士山悟郎 ※大石悟郎名義
- ターゲットメン（1971年 - 1972年、NET / 東映） - 北川屯二 ※大石悟郎名義
- プレイガールシリーズ（東京12チャンネル / 東映）
  - プレイガール
    - 第155話「スリラー 墓場から来た脅迫状」（1972年） - 鳥海 ※大石悟朗名義

  - プレイガールQ
    - 第18話「可愛い天使は裸で消えた!!」（1975年） - 木崎圭 ※大石悟郎名義
    - 第59話「妻はその夜何をしていたか」（1975年） - 虹原淳一 ※大石悟郎名義
    - 第70話「裸の花嫁地獄行き」（1976年） - 板垣喜久男 ※大石悟郎名義
    - 第71話「強く正しく美しいプレイガールよいざさらば」（1976年） - 神谷 ※大石悟郎名義
- なんたって18歳!（1972年、TBS / 大映テレビ） ※大石悟郎名義
- 大河ドラマ 国盗り物語（1973年、NHK） - 斎藤龍興 ※大石悟郎名義
- てんつくてん（1973年、日本テレビ） ※大石悟郎名義
- 赤いシリーズ（TBS / 大映テレビ）
  - 赤い迷路（1974年 - 1975年） - 村井五郎 ※大石悟郎名義
  - 赤い運命（1976年） - 大和田先生 ※大石悟郎名義
  - 赤い激流（1977年） - 良介（田代敏夫の友人）※大石悟郎名義
  - 赤い絆（1977年 - 1978年） - 松崎 ※大石悟郎名義
  - 赤い嵐（1979年 - 1980年） - 大野正一
- 夜明けの刑事（TBS / 大映テレビ）
  - 第19話「宝くじブーム殺人事件」（1975年） ※大石悟郎名義
  - 第54話「消えた女子高校生の秘密」（1976年） - 石上マネージャー ※大石悟郎名義
- 非情のライセンス 第2シリーズ 第23話「兇悪の夜の蝶」（1975年、NET / 東映） - 浅野徹 ※大石悟郎名義
- TOKYO DETECTIVE 二人の事件簿（1975年、朝日放送） - 丹羽刑事 ※大石悟郎名義
- ベルサイユのトラック姐ちゃん 第3話「ベルトラ姐ちゃん大進撃!」（1976年、NET / 東映） - 特別出演 ※大石悟郎名義
- 新・二人の事件簿 暁に駆ける（1976年、朝日放送） - 丹羽刑事 ※大石悟郎名義
- ぬかるみの女（1980年、東海テレビ） - 坂井総支配人
- 火曜サスペンス劇場・松本清張の脊梁（1982年、日本テレビ）
- 十津川警部シリーズ（1982年、TBS / 大映テレビ） - 鈴木刑事
- スチュワーデス物語 第9話「ダンス!ダンス!!」（1983年、TBS / 大映テレビ）
- スクール☆ウォーズ（1984年 - 1985年、TBS / 大映テレビ） - 野田文義
- 乳姉妹（1985年、TBS / 大映テレビ） - 手島
- ポニーテールはふり向かない（1985年 - 1986年、TBS / 大映テレビ） - 名倉邦男の父
- ヤヌスの鏡（1985年 - 1986年、フジテレビ / 大映テレビ） - 中山充郎
- おんな風林火山 第7話「幼き恋から大人の愛へ」 - 第16話「戦場に散った恋」（1985年 - 1986年、TBS / 大映テレビ） - 長坂光堅
- 木曜ドラマストリート・家族八景（1986年、フジテレビ） - 火田精一郎
- スクール・ウォーズ2（1990年 - 1991年、TBS / 大映テレビ） - 蓑田
- 山岳ミステリー5（1991年、日本テレビ / 大映テレビ） - 森山一
- ずっとあなたが好きだった（1992年、TBS） - 宇津井慎二
- 小京都ミステリー 7（1992年、日本テレビ） - 中村雅彦
- 月曜・女のサスペンス「小樽・消えた婚約者」（1992年、テレビ東京） - 岩田克巳
- 裸の大将 第65話「清と謎の美人絵灯籠」（1994年） ‐ 誠治
- 恋人よ（1995年、フジテレビ） - 志水邦男
- 秀吉（1996年、NHK） - 織田信行
- 月曜ドラマスペシャル「早乙女千春の添乗報告書6」（1998年、TBS） - 東刑事
- 三姉妹探偵団（1998年、日本テレビ） - 梨山教授
- 乱歩R（2004年、読売テレビ） - 野上耕造
- ドラマ30・お・ばんざい!（2007年、毎日放送）
- その男、副署長 第1シリーズ（2007年、テレビ朝日） - 藁谷哲夫
- 金曜プレステージ「松本清張スペシャル 殺人行おくのほそ道」（2007年12月、フジテレビ） - 岸井亥之吉
- 水曜ミステリー9「事件記者 浦上伸介 6」（2008年4月、テレビ東京） - 大内まこと
- トミカヒーロー レスキューフォース（2008年、テレビ東京） - 御子柴源三
- ウォーキン☆バタフライ （2008年8月、テレビ東京） - 三原正幸
- テレビ朝日開局50周年記念特別企画「土曜ワイド劇場 西村京太郎トラベルミステリー50 山陽・東海道連続殺人ルート!」（2008年9月27日、テレビ朝日 / 東映）
- 命のバトン〜最高の人生の終わり方（2009年6月24日・25日、テレビ東京） - 飯倉陽平
- ふたつのスピカ（2009年6月 - 7月、NHK）
- LOVE GAME（2009年、読売テレビ） - 金田隆明
- 官僚たちの夏（2009年7月、TBS） - 伊藤長次（通産省局長）
- 絶対泣かないと決めた日〜緊急スペシャル〜（2010年7月2日、フジテレビ） - 千葉副社長
- 花嫁のれん（2010年、東海テレビ） - 森岡慎太郎
- 相棒 （テレビ朝日 / 東映）
  - season9 第10話「聖戦」（2011年1月1日） - 南雲孝次郎
  - season19 第1話「プレゼンス」、第10話「超・新生」（2020年） - 桑田圓丈
  - season22（2023年） - 桑田圓丈
- カルテット（2011年1月 - 3月、毎日放送） - マスター
- 金曜プレステージ・浅見光彦シリーズ 棄霊島（2011年5月6日、フジテレビ / 東映） - 岡田忠雄
- 終戦記念ドラマスペシャル・この世界の片隅に（2011年8月5日、日本テレビ）
- ドラマスペシャル アントキノイノチ〜プロローグ〜天国への引越し屋（2011年11月5日、TBS）
- 新春ワイド時代劇・忠臣蔵〜その義その愛（2012年1月2日、テレビ東京） - 原惣右衛門
- よる★ドラ・本日は大安なり（2012年1月 - 2月、NHK） - 白須りえの父
- 月曜ゴールデン（TBS）
  - 「狩矢警部シリーズ 11」（2012年、東映） - 桜木麗洋
  - 「刑事シュート しゅうと&ムコの事件日誌 4」（2013年、ホリプロ） - 井原洋二郎
  - 「刑事夫婦 1」（2014年、大映テレビ） - 五木源一
- 金曜プレステージ・赤い霊柩車シリーズ29 慟哭の再会（2012年4月13日、フジテレビ） - 杉下重雄
- 赤川次郎原作 毒<ポイズン> 第1話（2012年10月4日、読売テレビ） - 小出社長（エリカの父）
- ラストホープ（2013年1月 - 3月、フジテレビ） - 石原隆一
- リミット（2013年7月 - 9月、テレビ東京） - 馬淵校長
- ぴんとこな 第6話（2013年8月22日、TBS） - 本郷竹雄
- 隠蔽捜査（2014年、TBS） - 榊重臣
- ホワイト・ラボ〜警視庁特別科学捜査班〜 第10話（2014年6月16日、TBS） - 織田慎一郎
- 遺留捜査（テレビ朝日）
  - スペシャル2（日曜エンタ・ドラマスペシャル、2014年8月9日） - 鷲頭巌（千葉県警察 本部長）
  - Season7 第10話（2022年9月15日） - 三窪保（国会議員）
- 株価暴落（2014年、WOWOW） - 香西喬久（頭取）
- 新・刑事吉永誠一 第1話・第9話（2014年10月17日、テレビ東京） - 神山隆治
- 銭の戦争 第1話（2015年1月6日、関西テレビ） - 墨田
- 恋愛時代（2015年4月 - 6月、読売テレビ） - 衛藤銀一
- 三匹のおっさん2〜正義の味方、ふたたび!!〜 第6話（2015年5月29日、テレビ東京） - 椛島
- マザー・ゲーム〜彼女たちの階級〜 第9話（2015年6月9日、TBS） - 小田寺毬絵の叔父
- しんがり 山一證券 最後の12人（2015年、WOWOW） - 山岸一行
- 刑事7人（2015年、テレビ朝日） - 川村秀則
- 下町ロケット（2015年、TBS） - 大場教授
- サイレーン（2015年12月8日、関西テレビ） - 管理人
- 連続ドラマW「メガバンク最終決戦」（2016年2月 - 3月、WOWOW） - 西郷洋輔
- 土曜プライム・土曜ワイド劇場「事件 17 大富豪の夫を殺した女！」（2016年6月4日、テレビ朝日） - 高品圭吾
- 金曜プレミアム「外科医 鳩村周五郎 14」（2016年6月24日、フジテレビ） - 篠原基弘
- 銀と金（2017年1月8日 - 3月26日、テレビ東京） - 土門猛
- 月曜名作劇場・新・十津川警部シリーズ 1 伊豆・下田殺人ルート（2017年1月23日、TBS） - 仙堂肇
- 炎の経営者（2017年3月19日、フジテレビ） - 都築正
- アンナチュラル（2018年、TBS） - 室崎匡大
- 乱反射（2018年9月22日、テレビ朝日） - 芦澤真人
- 江戸前の旬（2018年） - 池内正二郎
- 記憶捜査〜新宿東署事件ファイル〜（2019年） - 牧村洋二
- W県警の悲劇（2019年） - 橋爪警視正
- ピュア! 〜一日アイドル署長の事件簿〜 第1話（2019年8月13日、NHK総合）
- 日曜プライム おかしな刑事22（2020年） - 大沼櫂
- 月曜プレミア8 十津川警部の事件簿（2020年） - 佐藤幸太郎
- その女、ジルバ 第3話（2021年1月23日、フジテレビ） - 結婚詐欺師
- 珈琲いかがでしょう 第1話 1杯目人情珈琲（2021年4月5日、テレビ東京） - 社長
- ネメシス (テレビドラマ)（2021年） - 亀田一二三医師
- ＃居酒屋新幹線 第3話（2022年1月4日、TBS系列） - 銘酒和屋店主・千石
- だから殺せなかった（2022年1月9日 - 、WOWOW） - 松本誠二郎
- 眼の壁（2022年6月19日 - 、WOWOW） - 川上
- さすらい署長 風間昭平スペシャル「とやま庄川峡殺人事件」（2024年6月24日、テレビ東京） - 真砂信一郎[5]

### 配信ドラマ
- ポルノグラファー 〜インディゴの気分〜 （2019年2月28日-4月4日、フジテレビオンデマンド ） - 蒲生田郁夫

### テレビアニメ
- 最強武将伝 三国演義（2010年、テレビ東京） - 王允、魯粛、楊儀

### テレビ番組
- ヤング720（TBS）※大石悟郎名義[6]
- 資生堂・サンデーヒットパレード（1971年 - 1973年、日本テレビ）
- あなたのワイドショー（1975年 - 1978年、日本テレビ）[6]
- スターにアタック!勝抜き歌合戦（1976年、TBS）
- コッキーポップ（1977年 - 1982年、日本テレビ）
- スターダッシュNo.1!（1980年、TBS）[6]
- クイズバトンタッチ（1980年 - 1983年、テレビ神奈川）
- キッチンパトロール（1985年 - 1990年、TBS）[6]
- ル・マン24時間レース （1988年 - 1989年、テレビ朝日）
- いい旅・夢気分（テレビ東京）[6]
- キンカン民謡セレクション（1993年 - 1994年、フジテレビ）
- 横濱TV（テレビ神奈川）[6]
- ポシュレ（1996年 - 2004年、日本テレビ）
- とく報!4時ら（2004年 - 2005年、静岡放送）

### ラジオ番組
- コッキーポップ（1971年 - 1986年、ニッポン放送）[3]
- ねらえ!サウンドライフ フォーエバー・フォーク（1976年 - 1977年、ニッポン放送）
- 激突!サウンド・フィーバー 山口百恵のカラフルポップコーン（1978年 - 1979年、ニッポン放送）
- ADVAN サウンド・コックピット（TOKYO FM）[3]
- あのグラ・スーパーナイト ラジオ冒険王 週に一度は大人を脱ごう!（2006年 - 2008年、エフエム世田谷）[6]
- MUSIC CONNECTION（2011年 - 2016年12月、ミュージックバード）
- Premium G 〜MUSIC GIFT〜（2017年10月 - 2020年3月、ミュージックバード）
- 大石吾朗 Premium G（2020年4月 - 、ミュージックバード）

#### ラジオドラマ
- 流星倶楽部　星のペンパル（2005年12月、文化放送） - 菅谷貢
- 流星倶楽部　パルサーのように（2006年、文化放送） - 松岡英三
- 青春アドベンチャー　ヤッさん（2010年5月3日 - 14日、NHK-FM）
- FMシアター　ヒッチハイク（2011年4月9日、NHK-FM）
- FMシアター　よろしく「ちゃんぽん係長」（2013年5月18日、NHK-FM）

### 映画
- 魔界転生（2003年、東映）[6]
- 憑神（2007年、東映）[6]
- 破天荒力 A Miracle of Hakone （2008年、2007Sazanami）[6]
- アフタースクール（2008年、クロックワークス）[6] - 江藤まさよし議員
- しあわせカモン（2009年、アルファコア） - 松本哲也の祖父
- はやぶさ/HAYABUSA（2011年、20世紀フォックス映画） - 内之浦打ち上げ統括
- ハラがコレなんで（2011年、ショウゲート）[6]
- ロボジー（2012年1月14日公開、東宝、矢口史靖監督）[6]
- 麒麟の翼 〜劇場版・新参者〜（2012年、東宝）[6]
- 埼玉家族「父親輪舞曲」（2013年、松竹映像商品部）[6]
- 春を背負って（2014年6月14日公開、東宝、木村大作監督）[6]
- 想いのこし（2014年11月22日公開、東映） - 神父
- 海月姫（2014年、アスミック・エース）[6]
- マエストロ!（2015年1月31日公開、松竹＆アスミック・エース） - 村上伊佐夫
- 夫婦フーフー日記（2015年、ショウゲート）[6]
- 燐寸少女　マッチショウジョ（2016年5月28日公開、ホリプロ） - おじいさん
- 君と100回目の恋（2017年2月4日公開、アスミック・エース） - 大学教授
- サクラダリセット 前篇 / 後篇（2017年3月25日・5月13日公開、ショウゲート） - 佐々野
- ブレイブX 極道十勇士（2017年、オールインエンタテインメント） - 葵会若頭補佐 本間組組長 本間誠司
- キスできる餃子（2019年） - 鈴木事務局長
- 燃えよデブゴン TOKYO MISSION 肥龍過江 Enter The Fat Dragon（2020年） - 市長 役[7]
- 劇場版ポルノグラファー －プレイバック－ （2021年2月26日公開、松竹 、三木康一郎監督） - 蒲生田郁夫
- ノイズ（2022年1月28日、ワーナー・ブラザース映画、監督：廣木隆一） - 山下伸介 役
- 誰かの花 (2022年1月29日、ガチンコ・フィルム)
- ディア・ファミリー（2024年6月14日、東宝）- 中山医学部長 役

#### 短編映画
- 短編オムニバス映画 GEMNIBUS vol.1『フレイル』（2024年6月28日、TOHO NEXT、監督：本木真武太）[8]

### 舞台
- 第1回百恵ちゃんまつり（1975年8月28日 - 31日、新宿コマ劇場）
  - 第1部 ロック・ミュージカル「黒い天使」
  - 第2部 バラエティ・ショー「歌だ!!祭りだ!!百恵ちゃん」
- 第2回百恵ちゃんまつり（1976年8月28日 - 31日、新宿コマ劇場）
  - 第1部 ミュージカル「黒い天使 Part II」
  - 第2部 ヒット・パレード「山口百恵と共に」
- 12人の優しい殺し屋（2010年8月7日 - 8月15日、赤坂RED/THEATER） - 木暮真澄 役
- 12人の優しい殺し屋 ～狙われた豪華客船～（2011年8月16日 - 8月24日、青山円形劇場）  - 木暮真澄 役

### ゲーム
- ニンテンドーDS用ソフト 相棒DS Episode 3 「遺志」（2009年、テクモ） - 山際裕輔

## 音楽

### シングル
| 発売日       | 規格      | 規格品番  | 面        | タイトル     | 作詞      | 作曲      | 編曲      |
| CBSソニー    | CBSソニー | CBSソニー | CBSソニー | CBSソニー    | CBSソニー | CBSソニー | CBSソニー |
| ------------ | --------- | --------- | --------- | ------------ | --------- | --------- | --------- |
| 1973年5月1日 | EP        | SOLB-22   | A         | 見知らぬ旅   | 千家和也  | 森田公一  | 竜崎孝路  |
| 1973年5月1日 | EP        | SOLB-22   | B         | 冬の中にある | 千家和也  | 森田公一  | 竜崎孝路  |